# 澤瀉屋
- 澤㵼屋（正･俗･正、歴史的な表記）
- 澤瀉屋（正･正･正、澤瀉屋による公式表記）
- 沢瀉屋（新･正･正、誤用）

澤瀉屋（おもだかや）は、歌舞伎役者の屋号。
名称は初代市川猿之助（二代目市川段四郎）の生家が副業として薬草の匙澤瀉を商う薬舗をやっていたことに由来する。
なお「瀉」のつくりの部分の上は、正しくは「わかんむり」の「㵼」である。

## 解説
澤瀉屋の宗家の名跡は「市川猿之助」と「市川段四郎」の二枚看板となっている。初代猿之助は、一度は師の九代目市川團十郎の勘気に触れて破門となりながら、自ら研鑽を重ねて芸を磨き続け苦節20年、師から破門を解かれたのを機に改名したのが初代猿之助だった。猿之助はこの後めきめき腕をあげ、市川一門の番頭格となるまでに至った。
九代目が市川宗家の後継者を得ぬまま死去すると、こんどは一門の代表格として宗家不在という難しい時代を乗り切ることに専念したが、これを機に襲名したのが二代目段四郎だった。つまり彼は脂の乗り切った壮年の20年間を「猿之助」として過ごし、東京歌舞伎の長老として重きを成した晩年の12年間を「段四郎」として過ごしたわけだが、これが結果的に止め名となった。
しかし自らが芸一筋で切り開いた「猿之助」への愛着には拭いきれないものがあり、結局長男には「猿之助」を襲名させたが、それではこんどは「段四郎」への顔が立たない。既存の門閥家であれば、代々の宗家が、例えば「新之助」→「海老蔵」→「團十郎」と出世魚のような襲名を繰り返す事もできたかもしれないが、家の歴史が浅い分を自らの研鑽で補ってその地位を築いた二代目段四郎の澤瀉屋では、子弟の教育にも金を惜しみなく使うため懐具合は決して豊かではなく、宗家が幾度も襲名披露を繰り返すことは難しかった。そこでひねり出したのが「宗家名跡は猿之助と段四郎の双方、ただしこれを一代ごとに交互に襲名」という妙案だった。
この結果、澤瀉屋では
| 世代 | 宗家                               | 続柄                     |
| ---- | ---------------------------------- | ------------------------ |
| 祖宗 | 初 代 市川猿之助 二代目 市川段四郎 |                          |
| 二世 | 二代目 市川猿之助                  | 祖宗の長男               |
| 三世 | 三代目 市川段四郎                  | 二世の長男               |
| 四世 | 三代目 市川猿之助                  | 三世の長男               |
| 四世 | 四代目 市川段四郎                  | 三世の次男               |
| 五世 | 四代目 市川猿之助                  | 四世の四代目段四郎の長男 |
という独特の名跡継承となった。
とはいえ、二代目猿之助は実に53年間、三代目猿之助もまた49年間の長きにわたって「市川猿之助」を名乗り続けたこと、そして三代目段四郎と四代目段四郎が共に控え目の名脇役に徹したことなどもあって、実質的には澤瀉屋といえば猿之助がその宗家としてみなされることに変わりはない。
澤瀉屋の代表的な名跡には以下のものがある。なお参考までに定紋も併せて記した。

## 澤瀉屋
| 屋号              | 名跡                             | 定紋                                             | 定紋 | 備考                                                              | 備考                                                    |
| ----------------- | -------------------------------- | ------------------------------------------------ | ---- | ----------------------------------------------------------------- | ------------------------------------------------------- |
| 宗家              |                                  |                                                  |      |                                                                   |                                                         |
| おもだかや 澤瀉屋 | いちかわ えんのすけ 市川猿之助   | おもだか 澤瀉                                    |      | ただし一役者としての猿之助は替紋の 「三つ猿」を使用することも多い |                                                         |
| おもだかや 澤瀉屋 | いちかわ えんおう 市川猿翁       | おもだか 澤瀉                                    |      | 猿之助の隠居名                                                    | 猿之助の隠居名                                          |
| おもだかや 澤瀉屋 | いちかわ だんしろう 市川段四郎   | みますに だんのじ 三升に段の字                   |      | ただし代々の段四郎は専ら替紋の「八重 澤瀉」の方を使用している     |                                                         |
| おもだかや 澤瀉屋 | いちかわ だんこ 市川團子         | やえ おもだか 八重澤瀉                           |      | 猿之助と段四郎の双方に先立って襲名される宗家の 前名               | 猿之助と段四郎の双方に先立って襲名される宗家の 前名     |
| おもだかや 澤瀉屋 | いちかわ かめじろう 市川龜治郎   | やえ おもだか 八重澤瀉                           |      | やはり猿之助と段四郎の双方に先立つもう一つの 宗家の前名           | やはり猿之助と段四郎の双方に先立つもう一つの 宗家の前名 |
| 一門              |                                  |                                                  |      |                                                                   |                                                         |
| おもだかや 澤瀉屋 | いちかわ ちゅうしゃ 市川中車     | おおわり ぼたん 大割牡丹                         |      | 九代目以後（四代目から八代目までは立花屋）                        | 九代目以後（四代目から八代目までは立花屋）              |
| おもだかや 澤瀉屋 | いちかわ こだゆう 市川小太夫     | よつ おもだか 四つ澤瀉                           |      |                                                                   |                                                         |
| 門弟筋            |                                  |                                                  |      |                                                                   |                                                         |
| おもだかや 澤瀉屋 | いちかわ こうもり 市川蝙蝠       | こうもり 蝙蝠                                    |      | ただし代々の蝙蝠は替紋の「四つ澤瀉」 を使用することも多い         |                                                         |
| おもだかや 澤瀉屋 | いちかわ うこん 市川右近         | おもだか づる 澤瀉鶴                             |      |                                                                   |                                                         |
| おもだかや 澤瀉屋 | いちかわ えみや 市川笑也         | ひとつおもだかの まる 一つ澤瀉の丸               |      |                                                                   |                                                         |
| おもだかや 澤瀉屋 | いちかわ しゅんえん 市川春猿     | おもだか ぎり 澤瀉桐                             |      |                                                                   |                                                         |
| おもだかや 澤瀉屋 | いちかわ じゅえん 市川寿猿       | みつ おもだか 三つ澤瀉                           |      |                                                                   |                                                         |
| おもだかや 澤瀉屋 | いちかわ だんじろう 市川段治郎   | おおぜき おもだか 大関澤瀉                       |      |                                                                   |                                                         |
| おもだかや 澤瀉屋 | いちかわ えみさぶろう 市川笑三郎 | みつよせかわり おもだか 三つ寄せ変わり澤瀉       |      |                                                                   |                                                         |
| おもだかや 澤瀉屋 | いちかわ えんや 市川猿弥         | じくちがいのふたつば おもだか 軸違いの二つ葉澤瀉 |      |                                                                   |                                                         |
| おもだかや 澤瀉屋 | いちかわ こうたろう 市川弘太郎   | ゆきわに たちおもだか 雪輪に立澤瀉               |      |                                                                   |                                                         |
| おもだかや 澤瀉屋 | いちかわ せいこ 市川青虎         | よも おもだか 四方澤瀉                           |      |                                                                   |                                                         |